# Campeonato Europeo de Atletismo de 1986
El XIV Campeonato Europeo de Atletismo se celebró en Stuttgart (RFA) entre el 29 de agosto y el 3 de septiembre de 1986 bajo la organización de la Asociación Europea de Atletismo (EAA) y la Federación Alemana de Atletismo. 
Las competiciones se realizaron en el Neckarstadion de la ciudad alemana.

## Resultados

### Masculino
| Evento             | Oro                                                                                           | Plata                                                                                               | Bronce                                                                                         |
| ------------------ | --------------------------------------------------------------------------------------------- | --------------------------------------------------------------------------------------------------- | ---------------------------------------------------------------------------------------------- |
| 100 m              | Linford Christie Reino Unido 10,15                                                            | Steffen Bringmann República Democrática Alemana 10,20                                               | Bruno Marie-Rose Francia 10,21                                                                 |
| 200 m              | Vladimir Krylov Unión Soviética 20,52                                                         | Jürgen Evers Alemania Occidental 20,75                                                              | Andrei Fedoriv Unión Soviética 20,84                                                           |
| 400 m              | Roger Black Reino Unido 44,59                                                                 | Thomas Schönlebe República Democrática Alemana 44,63                                                | Mathias Schersing República Democrática Alemana 44,85                                          |
| 800 m              | Sebastian Coe Reino Unido 1:44,50                                                             | Tom McKean Reino Unido 1.44,61                                                                      | Steve Cram Reino Unido 1:44,88                                                                 |
| 1.500 m            | Steve Cram Reino Unido 3:41,09                                                                | Sebastian Coe Reino Unido 3:41,67                                                                   | Han Kulker · Países Bajos · 3:42,11                                                            |
| 5.000 m            | Jack Buckner Reino Unido 13:10,15                                                             | Stefano Mei · Italia · 13:11,57                                                                     | Tim Hutchings Reino Unido 13:12,88                                                             |
| 10.000 m           | Stefano Mei · Italia · 27:56,79                                                               | Alberto Cova · Italia · 27:57,93                                                                    | Salvatore Antibo · Italia · 28:0025                                                            |
| 110 m vallas       | Stéphane Caristan Francia 13,20                                                               | Arto Bryggare · Finlandia · 13,42                                                                   | Carlos Sala Molera · España · 13,50                                                            |
| 400 m vallas       | Harald Schmid Alemania Occidental 48,65                                                       | Alexandr Vasilyev Unión Soviética 48,76                                                             | Sven Nylander · Suecia · 49,38                                                                 |
| 3.000 m obstáculos | Hagen Melzer República Democrática Alemana 8:16,65                                            | Francesco Panetta · Italia · 8:16,85                                                                | Patriz Ilg Alemania Occidental 8:16,92                                                         |
| 20 km marcha       | Jozef Pribilinec Checoslovaquia 1:21,15                                                       | Maurizio Damilano · Italia · 1:21,17                                                                | Miguel Ángel Prieto · España · 1:21,36                                                         |
| 50 km marcha       | Hartwig Gauder República Democrática Alemana 3:40,55                                          | Viacheslav Ivanchenko Unión Soviética 3:41,51                                                       | Valeri Suntsov Unión Soviética 3:42,38                                                         |
| Maratón            | Gelindo Bordin · Italia · 2:10:54                                                             | Orlando Pizzolato · Italia · 2:10:57                                                                | Herbert Steffny Alemania Occidental 2:11:30                                                    |
| Salto de altura    | Igor Paklin Unión Soviética 2,34 m                                                            | Sergei Malchenko Unión Soviética 2,31 m                                                             | Carlo Thränhardt Alemania Occidental 2,31 m                                                    |
| Salto con pértiga  | Sergei Bubka Unión Soviética 5,85                                                             | Vasili Bubka Unión Soviética 5,75                                                                   | Philippe Collet Francia 5,75                                                                   |
| Salto de longitud  | Robert Emmiyan Unión Soviética 8,41                                                           | Sergei Layevski Unión Soviética 8,01                                                                | Giovanni Evangilisti · Italia · 7,92                                                           |
| Salto triple       | Jristo Markov Bulgaria 17,66                                                                  | Maris Bruzhiks Unión Soviética 17,33                                                                | Oleg Protsenko Unión Soviética 17,28                                                           |
| Peso               | Werner Günthör · Suiza · 22,22                                                                | Ulf Timmermann República Democrática Alemana 21,84                                                  | Udo Beyer República Democrática Alemana 20,74                                                  |
| Disco              | Romas Ubartas Unión Soviética 67,08                                                           | Georgi Kolnootchenko Unión Soviética 67,02                                                          | Vaclavas Kidikas Unión Soviética 66,32                                                         |
| Martillo           | Yuri Sedykh Unión Soviética 86,74                                                             | Sergei Litvinov Unión Soviética 85,74                                                               | Igor Nikulin Unión Soviética 82,02                                                             |
| Jabalina           | Klaus Tafelmeier Alemania Occidental 84,76                                                    | Detlef Michel República Democrática Alemana 81,90                                                   | Viktor Yevsiukov Unión Soviética 81,80                                                         |
| 4 x 100 m          | Unión Soviética 38,29 Aleksandr Yevgenyev Nikolay Yuschmanov Vladimir Muravyov Viktor Bryzgin | República Democrática Alemana 38,64 Thomas Schröder Steffen Bringmann Olaf Prenzler Frank Emmelmann | Reino Unido 38,71 Elliot Bunney Daley Thompson Mike McFarlane Linford Christie                 |
| 4 x 400 m          | Reino Unido 2:59,84 Derek Redmond Kriss Akabusi Brian Whittle Roger Black                     | República Democrática Alemana 3:00,17 Klaus Just Edgar Itt Harald Schmid Ralf Lübke                 | Unión Soviética 3:00,47 Vladimir Prosin Vladimir Krylov Arkadiy Kornilov Aleksandr Kurotchikin |
| Decatlón           | Daley Thompson Reino Unido 8.811 pts.                                                         | Jürgen Hingsen Alemania Occidental 8.730 pts.                                                       | Siegfried Wentz Alemania Occidental 8.676 pts.                                                 |

### Femenino
| Evento            | Oro                                                                                           | Plata                                                                                | Bronce                                                                                    |
| ----------------- | --------------------------------------------------------------------------------------------- | ------------------------------------------------------------------------------------ | ----------------------------------------------------------------------------------------- |
| 100 m             | Marlies Göhr República Democrática Alemana 10,91                                              | Anelia Nuneva Bulgaria 11,04                                                         | Nelli Cooman · Países Bajos · 11,08                                                       |
| 200 m             | Heike Drechsler República Democrática Alemana 21,71                                           | Marie-Christine Cazier Francia 22,32                                                 | Silke Gladich República Democrática Alemana 22,49                                         |
| 400 m             | Marita Koch República Democrática Alemana 48,22                                               | Olga Vladykina Unión Soviética 49,67                                                 | Petra Müller República Democrática Alemana 49,88                                          |
| 800 m             | Nadezhda Olizarenko Unión Soviética 1:57,15                                                   | Sigrun Wodars República Democrática Alemana 1:57,42                                  | Liubov Gurina Unión Soviética 1:57,73                                                     |
| 1.500 m           | Ravilia Agletdinova Unión Soviética 4:01,19                                                   | Tatiana Samolenko Unión Soviética 4:02,36                                            | Doina Melinte · Rumania · 4:02,44                                                         |
| 3.000 m           | Olga Bondarenko Unión Soviética 8:33,99                                                       | Maricica Puică · Rumania · 8:35,92                                                   | Yvonne Murray Reino Unido 8:37,15                                                         |
| 10.000 m          | Ingrid Kristiansen · Noruega · 30:23,25                                                       | Olga Bondarenko Unión Soviética 30:57,21                                             | Ulrike Bruns República Democrática Alemana 31:19,76                                       |
| 100 m vallas      | Yordanka Donkova Bulgaria 12,38                                                               | Cornelia Oschkenat República Democrática Alemana 12,55                               | Ginka Zagorcheva Bulgaria 12,70                                                           |
| 400 m vallas      | Marina Stepanova Unión Soviética 53,32                                                        | Sabine Busch República Democrática Alemana 53,60                                     | Cornelia Feuerbach República Democrática Alemana 54,13                                    |
| Marcha 10 km      | María Cruz Díaz · España · 46:09                                                              | Ann Jansson · Suecia · 46:14                                                         | Siv Vera Ybanez · Suecia · 46:19                                                          |
| Maratón           | Rosa Mota Portugal 2:28,38                                                                    | Laura Fogli · Italia · 2:32,52                                                       | Yekaterina Khramenkova Unión Soviética 2:34,18                                            |
| Salto de altura   | Stefka Kostadinova Bulgaria 2,00 m                                                            | Svetlana Issaeva Bulgaria 1,93 m                                                     | Olga Turchak Unión Soviética 1,93 m                                                       |
| Salto de longitud | Heike Drechsler República Democrática Alemana 7,27                                            | Galina Chistiakova Unión Soviética 7,09                                              | Helga Radtke República Democrática Alemana 6,89                                           |
| Peso              | Heidi Krieger República Democrática Alemana 21,10                                             | Ines Müller República Democrática Alemana 20,81                                      | Natalia Akhrimenko Unión Soviética 20,54                                                  |
| Disco             | Diana Sachse República Democrática Alemana 71,36                                              | Tsvetanka Jristova Bulgaria 69,52                                                    | Martina Hellmann República Democrática Alemana 68,26                                      |
| Jabalina          | Fatima Whitbread Reino Unido 76,32                                                            | Petra Felke República Democrática Alemana 72,52                                      | Beate Peters Alemania Occidental 68,04                                                    |
| 4 x 100 m         | República Democrática Alemana 41,84 Silke Möller Sabine Günther Ingrid Auerswald Marlies Göhr | Bulgaria 42,68 Ginka Zagorcheva Aneliya Nuneva Yordanka Donkova Nadezhda Georgieva   | Unión Soviética 42,74 Antonia Nastorburko Natalya Bochina Marina Zhirova Olga Zolotaryova |
| 4 x 400 m         | República Democrática Alemana 3:16,87 Kirsten Emmelmann Sabine Busch Petra Müller Marita Koch | Alemania Occidental 3:22,80 Gisela Kinzel Ute Thimm Heidi-Elke Gaugel Gaby Bussmann< | Polonia · 3:24,65 · Ewa Kasprzyk · Marzena Wojdecka · Elżbieta Kapusta · Genowefa Błaszak |
| Heptatlón         | Anke Behmer República Democrática Alemana 6.717 pts.                                          | Natalia Shubenkova Unión Soviética 6.645 pts.                                        | Judy Simpson Reino Unido 6.623 pts.                                                       |

## Medallero
| Núm. | País           | Oro | Plata | Bronce | Total |
| ---- | -------------- | --- | ----- | ------ | ----- |
| 1    | URSS           | 11  | 13    | 12     | 36    |
| 2    | RDA            | 11  | 11    | 8      | 30    |
| 3    | Reino Unido    | 8   | 2     | 5      | 15    |
| 4    | Bulgaria       | 3   | 4     | 1      | 8     |
| 5    | Italia         | 2   | 6     | 2      | 10    |
| 6    | RFA            | 2   | 3     | 5      | 10    |
| 7    | Francia        | 1   | 1     | 2      | 4     |
| 8    | España         | 1   | 0     | 2      | 3     |
| 9    | Checoslovaquia | 1   | 0     | 0      | 1     |
| 9    | Noruega        | 1   | 0     | 0      | 1     |
| 9    | Portugal       | 1   | 0     | 0      | 1     |
| 9    | Suiza          | 1   | 0     | 0      | 1     |
| 13   | Suecia         | 0   | 1     | 2      | 3     |
| 14   | Rumania        | 0   | 1     | 1      | 2     |
| 15   | Finlandia      | 0   | 1     | 0      | 1     |
| 16   | Países Bajos   | 0   | 0     | 2      | 2     |
| 17   | Polonia        | 0   | 0     | 1      | 1     |
|      | TOTAL          | 43  | 43    | 43     | 129   |